# Archaeocyon pavidus
Archaeocyon pavidus és un carnívor fòssil de la subfamília dels borofagins. És conegut des del Whitneyà fins a l'Arikareeà de Califòrnia, Nebraska, Dakota del Sud i Oregon. És probablement l'espècie més primitiva d'Archaeocyon i de tots els borofagins. S'assembla molt a Hesperocyon. A. pavidus fou classificat anteriorment com a Hesperocyon o Cormocyon.